# فيريسبور (فيرمونت)
فيريسبور (بالإنجليزية: Ferrisburgh, Vermont)‏ هي بلدة تقع في مقاطعة أديسون (فيرمونت) بولاية فيرمونت في الولايات المتحدة. تأسست عام 1762، تبلغ مساحتها 158.4 (كم²)، وترتفع عن سطح البحر  م، بلغ عدد سكانها 2775 نسمة في عام 2010 حسب إحصاء مكتب تعداد الولايات المتحدة وتصل الكثافة السكانية فيها 22.6 نسمة/كم2.

## أعلام
- ميل هنتر
- ستيوارت فان فليت

## وصلات خارجية
- www.ferrisburghvt.org
- The US50 - Cities and Towns in Vermont State
- Vermont Cities and Towns, Facts, Map, Flag, Colleges, Government, and More